# Grant Lozoya
Grant Merrit Lozoya más conocido como Grant Lozoya (Westlake Village, California, Estados Unidos, 29 de abril de 1995) es un baloncestista profesional estadounidense. Se desempeña en la posición de escolta y actualmente juega en el Club Bàsquet L'Hospitalet de la Liga LEB Plata.

## Trayectoria deportiva
Es un escolta formado en las universidades estadounidenses de Stetson Hatters en la que estuvo jugando la Division I de la NCAA durante dos temporadas de 2014 a 2016  y otras dos temporadas con Pittsburg State Gorillas desde 2017 a 2019 en la Division II. En su año de graduación (2019) promedia 32 minutos, 22.4 puntos, 5.8 rebotes y 3.6 asistencias por partido.
Tras no ser drafteado en 2019, en junio llega a España para debutar como profesional en las filas del Club Bàsquet L'Hospitalet de la Liga LEB Plata, participando en 24 encuentros en los que registra 16.2 puntos y 4.1 rebotes 
El 26 de agosto de 2020 firma con el Real Murcia Baloncesto para jugar en Liga LEB Oro, segunda categoría del baloncesto español. El 3 de diciembre, tras disputar únicamente seis encuentros, abandona el conjunto murciano por motivos personales.
En la temporada 2021-22 firma por el KK Perlas Vilkaviškis de la NKL (segunda división lituana), donde promedia 21,5 minutos, 11,5 puntos, 4,4 rebotes y 3,3 asistencias.
El 31 de julio de 2022, regresa al Club Bàsquet L'Hospitalet de la Liga LEB Plata. Completó la temporada 2022/23 como uno de los jugadores más destacados de la competición con promedios de 18.1 puntos (42% en tiros de tres), 3.7 rebotes y 2.6 asistencias.